# امیل آسلان
امیل آسلان ( انگلیسی: Emil Aslan؛ ۱۹ نوامبر ۱۹۷۸) نویسنده، دانشمند علوم سیاسی در زمینه روابط بین‌الملل و استاد دانشگاه اهل ارمنستان-جمهوری چک است.

## زندگی‌نامه
وی در ۱۹ نوامبر ۱۹۷۸ در ایروان به دنیا آمد و در سال ۱۹۹۷ با مدرک بی‌ای در زمینه مطالعات زبان آلمانی از دانشگاه تربیتی دولتی مسکو، در سال ۱۹۹۹ با مدرک بی‌ای در زمینه مطالعات تطبیقی زبان، در سال ۲۰۰۱ با مدرک ام.‌ای. در زمینه راوبط بین‌الملل: انستیتوی مطالعات سیاسی و در سال ۲۰۰۵ با مدرک پی‌اچ‌دی در رشته روابط بین‌الملل هر سه از دانشگاه چارلز پراگ و در نهایت در سال ۲۰۰۴ با مدرک ال‌ال‌ام از دانشگاه پلی‌تکنیک پتر کبیر سن پترزبورگ فارغ‌التحصیل گشت. وی همچنین برنده جوایزی همچون برنامه فولبرایت شد. وی متاهل و صاحب دو فرزند می‌باشد.

## آثار
از آثار اسلان، می‌توان به 6 تک‌نگاشت (مونوگراف)، 12 فصل کتاب و مدخل‌های دانشنامه، 39 مقاله با ضریب تأثیر، 19 مقاله‌ی بررسی شده و 80 مقاله‌ی آنالیزی اشاره کرد.

### تک‌نگاشت‌ها
- Aslan Souleimanov, Emil; Kraus, Josef (2017). Iran's Azerbaijan Question in Evolution Identity, Society, and Regional Security (PDF). Washington D.C.: Central Asia-Caucasus Institute and Silk Road Studies Program. ISBN 978-91-86635-98-5.
- Aslan Souleimanov, Emil (2017). How Socio-Cultural Codes Shaped Violent Mobilization and Pro-Insurgent Support in the Chechen Wars. Basingstoke: Palgrave Macmillan. ISBN 978-3-319-52916-5.
- Souleimanov, Emil (2017). The North Caucasus Insurgency: Dead or Alive? Carlisle Barracks. PA: U.S. Army War College Press & Strategic Studies Institute. ISBN 978-1-58487-748-6.
- Souleimanov, Emil; Aliyev, Huseyn (2014). The Individual Disengagement of Avengers, Nationalists, and Jihadists: Why Ex-Militants Choose to Abandon Violence in the North Caucasus. Basingstoke: Palgrave Macmillan.
- Souleimanov, Emil (2013). Understanding Ethnopolitical Conflict: Karabakh, Abkhazia, and South Ossetia Wars Reconsidered. Basingstoke: Palgrave Macmillan.
- Souleimanov, Emil (2007). An Endless War: The Russian-Chechen Conflict in Perspective. Frankfurt am Main: Peter Lang.